# CBH Compagnie Bancaire Helvétique
CBH Compagnie Bancaire Helvetique SA 是一個多元化的全球金融服務公司，在瑞士日内瓦及蘇黎世設有總部。環球銀行金融電信協會（SWIFT）號碼是BSSACHGG。

## 外部連結
- 官方網站（页面存档备份，存于）（英文）